# Новая Павловка (Саратовская область)
Новая Павловка — село в Вольском районе Саратовской области в составе Междуреченского муниципального образования.

## География
Находится на расстоянии примерно  53 километра по прямой на север от районного центра  города Вольск. 

## История
Основано в конце XVIII века. 

## Население
Население составляло 94 человека в 2002 году (76% русские),  57 в 2010.